# Breka
Breka (mađ. Dinnyeberki) je selo u južnoj Mađarskoj.
Zauzima površinu od 8,58 km četvornih.

## Zemljopisni položaj
Nalazi se na 46° 5' sjeverne zemljopisne širine i 17° 57' istočne zemljopisne dužine. Bikeš je 2 km istočno, Eleš je 1 km istočno, Čerda je 2,5 km jugoistočno, Korpád je 4 km sjeverno, Senta je 4 km južno, Nagyváty je 2,5 km jugozapadno, Sentžebet je 3,5 jugozapadno, a Almákeresztúr je 4,5 km sjeverozapadno.

## Upravna organizacija
Upravno pripada Selurinačkoj mikroregiji u Baranjskoj županiji. Poštanski broj je 7683. 

## Stanovništvo
Breka ima 115 stanovnika (2001.). Većina su Mađari, a najveća manjina su Romi, kojih je 15%.

## Vanjske poveznice
- Breka na fallingrain.com